# Brendon Nash
Pour les articles homonymes, voir Nash.
Brendon Nash (né le 31 mars 1987 à Kamloops, dans la province de la Colombie-Britannique au Canada) est un joueur professionnel canadien de hockey sur glace. Il évolue au poste de défenseur. Brendon est le frère de Riley Nash.

## Carrière de joueur
Joueur étoile au niveau universitaire, il signe le 30 mars 2010 un premier contrat professionnel avec les Canadiens de Montréal. Il a évolué précédemment quatre saisons avec le Big Red de Cornell.
En 2010-2011, il commence la saison avec les Bulldogs de Hamilton dans la Ligue américaine de hockey avant de faire ses débuts avec les Canadiens le 15 février 2011 lors d'une rencontre contre les Sabres de Buffalo. Il manque la totalité de la saison 2011-2012 à cause d'une blessure à l'épaule.
Le 14 janvier 2013, il est échangé aux Panthers de la Floride contre Jason DeSantis et se retrouve avec le Rampage de San Antonio. Il est prêté par les Panthers aux Checkers de Charlotte et joue un match avec eux. Il passe les saisons suivantes avec le Wolf Pack de Hartford puis les Condors de Bakersfield dans l'ECHL.
En 2015, il décide de partir en Europe et joue pour le HC Kladno en 1. liga, deuxième division tchèque puis la saison suivante avec les Graz 99ers en Autriche.

## Statistiques
| Saison    | Équipe                    | Ligue        |    | Saison régulière | Saison régulière | Saison régulière | Saison régulière | Saison régulière |   | Séries éliminatoires | Séries éliminatoires | Séries éliminatoires | Séries éliminatoires | Séries éliminatoires |
| Saison    | Équipe                    | Ligue        | PJ | B                | A                | Pts              | Pun              | PJ               | B | A                    | Pts                  | Pun                  |                      |                      |
| 2004-2005 | Silverbacks de Salmon Arm | LHCB         | 59 | 0                | 17               | 17               | 40               | 11               | 1 | 6                    | 7                    | 6                    |                      |                      |
| 2005-2006 | Silverbacks de Salmon Arm | LHCB         | 53 | 9                | 34               | 43               | 80               | 10               | 0 | 6                    | 6                    | 30                   |                      |                      |
| 2006-2007 | Big Red de Cornell        | NCAA         | 29 | 2                | 12               | 14               | 38               | -                | - | -                    | -                    | -                    |                      |                      |
| 2007-2008 | Big Red de Cornell        | NCAA         | 24 | 2                | 14               | 16               | 49               | -                | - | -                    | -                    | -                    |                      |                      |
| 2008-2009 | Big Red de Cornell        | NCAA         | 34 | 2                | 16               | 18               | 38               | -                | - | -                    | -                    | -                    |                      |                      |
| 2009-2010 | Big Red de Cornell        | NCAA         | 33 | 2                | 17               | 19               | 48               | -                | - | -                    | -                    | -                    |                      |                      |
| 2010-2011 | Bulldogs de Hamilton      | LAH          | 75 | 5                | 25               | 30               | 58               | 19               | 0 | 4                    | 4                    | 14                   |                      |                      |
| 2010-2011 | Canadiens de Montréal     | LNH          | 2  | 0                | 0                | 0                | 0                | -                | - | -                    | -                    | -                    |                      |                      |
| 2012-2013 | Bulldogs de Hamilton      | LAH          | 26 | 1                | 7                | 8                | 39               | -                | - | -                    | -                    | -                    |                      |                      |
| 2012-2013 | Rampage de San Antonio    | LAH          | 27 | 5                | 6                | 11               | 16               | -                | - | -                    | -                    | -                    |                      |                      |
| 2012-2013 | Checkers de Charlotte     | LAH          | 1  | 0                | 0                | 0                | 0                | -                | - | -                    | -                    | -                    |                      |                      |
| 2013-2014 | Wolf Pack de Hartford     | LAH          | 30 | 0                | 11               | 11               | 35               | -                | - | -                    | -                    | -                    |                      |                      |
| 2014-2015 | Condors de Bakersfield    | ECHL         | 59 | 4                | 20               | 24               | 82               | -                | - | -                    | -                    | -                    |                      |                      |
| 2015-2016 | HC Kladno                 | 1. liga tch. | 48 | 8                | 35               | 43               | 97               | 6                | 1 | 1                    | 2                    | 6                    |                      |                      |
| 2016-2017 | Graz 99ers                | EBEL         | 33 | 6                | 10               | 16               | 15               | -                | - | -                    | -                    | -                    |                      |                      |
| 2017-2018 | Rungsted Ishockey         | Metal Ligaen | 48 | 7                | 25               | 32               | 101              | 14               | 2 | 4                    | 6                    | 55                   |                      |                      |
| 2018-2019 | Rytíři Kladno             | 1. liga tch. | 49 | 7                | 22               | 29               | 71               | 10               | 3 | 3                    | 6                    | 12                   |                      |                      |
| 2019-2020 | Rytíři Kladno             | 1. liga tch. | 52 | 1                | 16               | 17               | 60               | -                | - | -                    | -                    | -                    |                      |                      |

## Trophées et honneurs personnels
- ECAC Hockey
  - 2008-2009 : nommé dans la deuxième équipe d'étoiles
  - 2009-2010 : nommé dans la première équipe d'étoiles
- National Collegiate Athletic Association
  - 2009-2010 : nommé dans la première équipe d'étoiles américaine de l'est